# Заря (Ставропольский край)
Заря́ — посёлок в Левокумском муниципальном округе Ставропольского края России.

## География
Расстояние до краевого центра: 202 км.
Расстояние до районного центра: 11 км.

## История
Дата основания: 30-е гг. XIX века.
До 18 октября 1990 года посёлок входил в Бургун-Маджарский сельсовет. 18 октября 1990 года Президиум Ставропольского краевого Совета народных депутатов решил «Образовать в Левокумском районе Заринский сельсовет с центром в посёлке Заря, включив в его состав посёлок Заря и хутор Первомайский, выделенные из Бургун-Маджарского сельсовета этого же района».
До 16 марта 2020 года посёлок был административным центром упразднённого Заринского сельсовета.

## Население
| 1925 | 1989  | 2002  | 2010  | 2014  | 2021  |
| ---- | ----- | ----- | ----- | ----- | ----- |
| 127  | ↗1612 | ↗1703 | ↘1560 | ↗1800 | ↘1542 |

По данным переписи 2002 года в национальной структуре населения преобладают русские (94 %).
По данным переписи 2020 года в национальной структуре населения даргинцы составляли 6,55 %

## Инфраструктура
- Социально-культурный центр
- Физкультурно-оздоровительный комплекс[12]
- Фельдшерско-акушерский пункт[13]
- Детский сад № 19. Открыт 27 сентября 1985 года[14]
- Средняя общеобразовательная школа № 6
- ЗАО «Заря». Образовано как винсовхоз «Заря» 1 февраля 1960 года[14].

## Кладбище
К югу от посёлка расположено общественное открытое кладбище площадью 20 000 м².